# Эльхесхайм-Иллинген
Эльхесхайм-Иллинген (нем. Elchesheim-Illingen) — община в Германии, в земле Баден-Вюртемберг. 
Подчиняется административному округу Карлсруэ. Входит в состав района Раштат.  Население составляет 3290 человек (на 31 декабря 2010 года). Занимает площадь 10,14 км².